# Джонс, Рэнди (бобслеист)
Рэнди Джонс (англ. Randy Jones; 24 июня 1969, Уинстон-Сейлем, США) — американский бобслеист, выступавший за сборную США с 1992 по 2006 год. Принимал участие в четырёх Олимпиадах, наиболее успешными для него оказались игры в Солт-Лейк-Сити в 2002 году, где в состязаниях между четвёрками спортсмен выиграл серебряную медаль.
Ещё со школы Рэнди Джонс увлекался американским футболом и лёгкой атлетикой, получив среднее образование, поступил в Университет Дьюка, где обучался на факультете с уклоном в компьютерную инженерию. В это время его заметил главный университетский тренер и пригласил вступить в сборную команду США по бобслею. На раннем этапе карьеры Джонс довольно удачно выступал на нескольких национальных турнирах, в сезоне 1992—1993 дебютировал на Кубке мира.
В 1994 году ездил на Олимпиаду в Лиллехаммер, но по итогам заездов в двойке занял лишь тринадцатое место. В 1998 году на Олимпиаде в Нагано соревновался в экипаже из четырёх человек — этой команде до бронзовой медали не хватило всего лишь две сотых секунды. В двойках Джонс занял десятое место.
Наиболее удачным для спортсмена оказался 2002 год, когда он получил несколько подиумов Кубка мира и взял серебро на Олимпиаде в Солт-Лейк-Сити (четвёрки). Эта медаль для сборной США стала первой в бобслее с 1956 года. В 2006 году ездил на игры в Турин, но в итоге не принял участия ни в одном из заездов.
За свою карьеру Джонс трижды становился призёром чемпионатов мира, в его послужном списке одна серебряная медаль (2003) и две бронзовые (1993, 1997). Ныне является членом Олимпийского комитета США и одним из наиболее уважаемых бобслеистов этой страны. Женат, имеет двоих детей.